# Alchymie

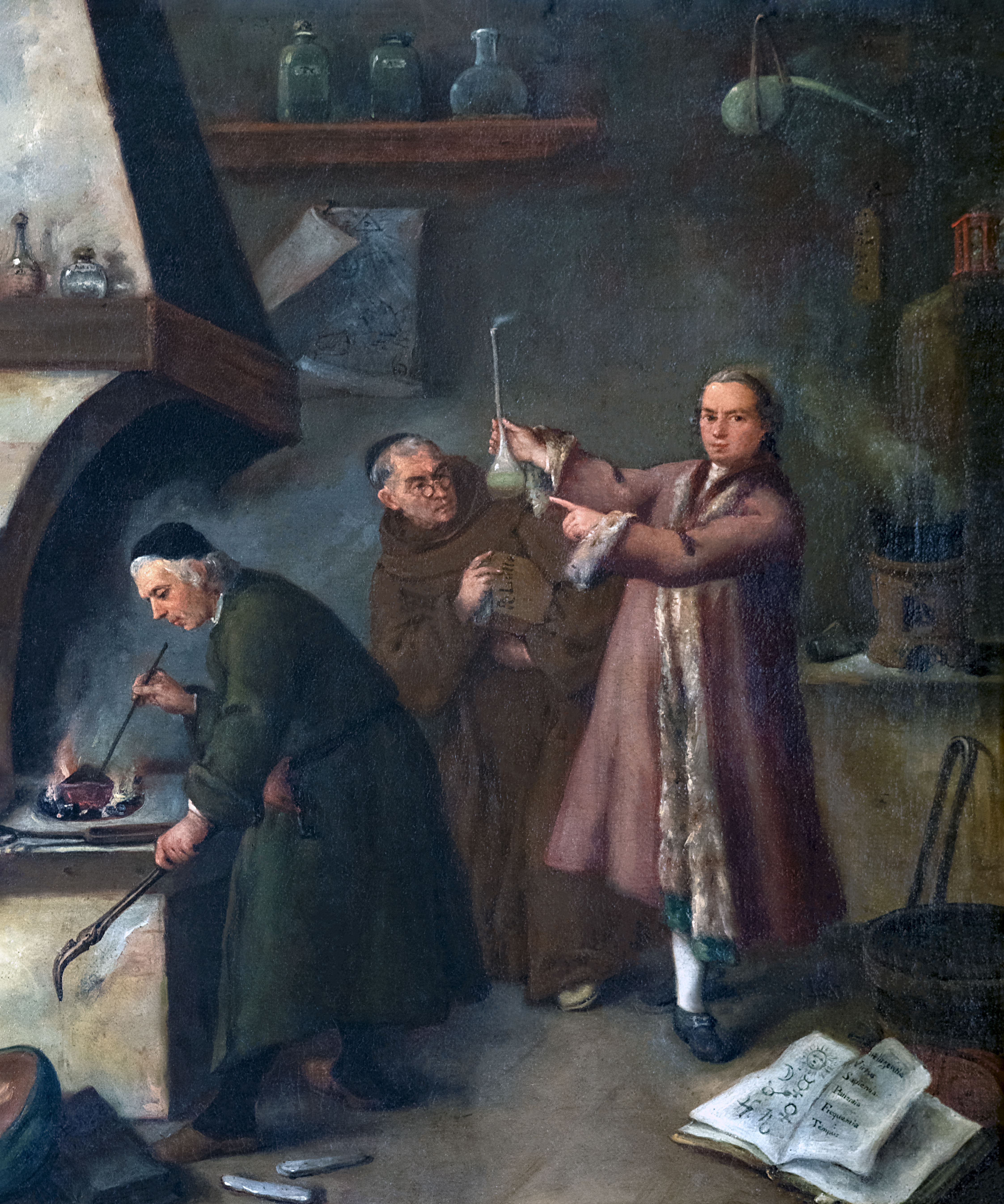
Pietro Longhi (1702–1785) – Alchymisté

Alchymie (arabsky al-kimijá) je obor lidského poznání, který měl jisté prvky z několika nynějších vědních oborů (fyzika, chemie, medicína) i z dalších oblastí (astrologie, magie). Často na ni odkazuje umění, sémiotika a psychologie. Alchymie je chápána jako předvědecký obor, který v hojné míře rozvinul experimentální metody poznávání přírodních dějů, je ale zároveň experimentální mystikou a bývá označována jako tradiční věda.
Alchymie je synteticky zaměřená celistvá věda odvozená z přírodní filosofie. Odpovídá dnešním holistickým konceptům poznávání. Vychází z nauky o příbuznosti a přeměnách látek a zaměřuje se na proces zdokonalování přírody, zkoumá přirozenost těl a jejich proměňující se sílu. Úsilím alchymisty je dosáhnout završení přírodních dějů a participace na nich, čímž lze dojít k vysvětlení souvztažností těchto procesů. Své snahy alchymisté označují jako Velké Dílo (Opus Magnum). Představa růstu a zrání ukazuje na přirozenost, že člověk nemůže udělat strom, ale může se podílet na jeho pěstování a v přeneseném slova smyslu na Dílu božském. Řada alchymistů žila pod ochranou moci církevní nebo světské.
Z mnoha problémů, kterými se zabývala, se nejznámějšími staly cíle evropské středověké alchymie. Alchymie disponuje hojnými analogiemi mezi různými znaky převzatými z živé i neživé přírody, živly, barvami, tělesnými orgány, znameními zvěrokruhu či planetami.

## Historie evropské alchymie
Tradice alchymie se opírá o archaické vědění, jehož původ se klade před potopu světa, a které bylo údajně bohatší než aktuální poznání. Jeho zbytky lze vypátrat v hermetické filosofii. Další zdroje lze najít v egyptské mysterijní tradici. Samotné dějiny této vědy podléhají četným interpretacím o jejím původu a cílech. Shoda panuje v metalurgické a obecně technologické koncepci. To je ovšem jen zlomek spektra, jímž dějiny alchymie prošly.
Dle legend bývá objev alchymie připisován egyptskému bohovi Thovtovi, který byl pokládán za autora 42 knih obsahujících veškeré vědění, vč. tzv. Smaragdové desky. Tyto knihy byly údajně ztraceny při katastrofě v Alexandrii roku 390. Řecká tradice připisuje autorství spisů a Smaragdové desky Hermovi Trismegistovi, který měl být králem v egyptských Thébách. Obě tradice se shodují na oblastech jeho působení jimiž byli lékařství, výklad snů a průvodcovství duší.
Za pravděpodobnější lze považovat, že se jedná o teorie vzniklé spolu s metalurgií, která se z Egypta rozšířila do Řecka a následně pak do Říma. Se zánikem západořímské říše se tyto teorie obohacené o některé myšlenky helénistických filosofů dostaly dále na východ, kde je přejali a upravili Arabové. Arabští alchymisté se kromě života kovů a filosofie začali zabývat i přípravou elixírů. Arabská alchymie se koncem 12. století dostala přes Španělsko do Evropy.
V Evropě se dále rozvíjela a byla akceptovanou metodou poznávání přírody až do 18. století. Nezřídka však přitahovala rozličné podvodníky a šarlatány a s prosazováním vědeckých metod a postupem poznání v oblasti přírodních věd zejm. v 19. století začala být alchymie považována za nevědeckou disciplínu.
V českých zemích dosáhla největšího věhlasu v období vlády císaře Rudolfa II., kdy také Praha byla „hlavním městem“ alchymie té doby a někdy proto v této souvislosti bývá označována jako „středověká Alexandrie“.
Přesto, že se dnešní věda dívá na alchymii velmi kriticky, lze se na ni dívat jako na předchůdce dnešní chemie a vědy obecně. Alchymie umožnila rozvoj experimentálního zkoumání, objevila celou řadu nových látek a chemických postupů.

## Slovo alchymie
Existuje několik výkladů tohoto slova, ale za nejpravděpodobnější bývají považovány dvě teorie:
1. Odvození od slova chemi tj. černá země, tradiční název Egypta (Plútarchos)
2. Odvození od slova ta chyta tj. v řečtině „tavitelné“, resp. chyma „slévání“, „tavení“

## Hlavní témata alchymie

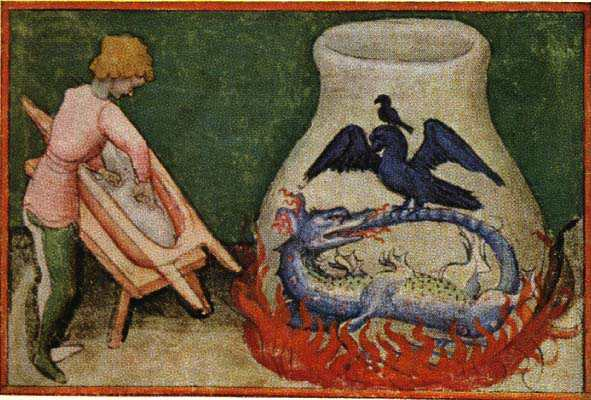
Aurora Consurgens – 15. stol.

Kámen mudrců (lat. Lapis philosophorum) – Alchymisté měli představu, že vhodným nasměrováním energie uspíší přirozený proces zrání kovů. Kámen mudrců je druhem fermentu, který uspíší zrání a dokáže proměnit (transmutovat) obecné kovy ve zlato, dokonalý kov. Rozpuštěn ve víně působí jako všelék (panacea). Je červeným projekčním práškem, který se vhazuje do taveniny obecného kovu. Červený lev je krycím jménem Kamene mudrců. Podobně jako Ježíš Kristus spasil mikrokosmos člověka, Kámen mudrců spasí makrokosmos. Mezi známé výrobce Kamene bývají řazeni Nicolas Flamel (1330–1418), který vlastnil okultní knihu, podle níž vyrobil zlato, Basilius Valentinus (15. stol.), který vlastnil projekční prášek, Alexander Setonius Scotus zvaný Seton Kosmopolita († 1604), který provedl několik úspěšných transmutací. Mezi další patří Ireneus Philaletha, mnich Laskaris (přelom 17. a 18. století) nebo Michael Sendivogius (1566–1636).
Proces výroby má různé stupnice o rozličném počtu stupňů. Čtveřici barev Velkého Díla uvádí již Marie Alchymistka a na této čtveřici se shodují pozdější pokračovatelé tradice.
- Zčernání (řec. melanosis, lat. nigredo)
- Zbělení (řec. leukosis, lat. albedo)
- Zežloutnutí (řec. xanthosis, lat. citrinitas)
- Zčervenání (řec. iosis, lat. rubedo)

Často se uvádí 12 stupňů výroby Kamene daných do souvislosti se znameními zvěrokruhu.
- Kalcinace (calcinatio) – očištění látek vstupujících do procesu, vytvoření výchozích slitin
- Koagulace (coagulatio) – fáze při níž by mělo dojít k odejmutí vlhkosti ztvrdnutím kapalných ingrediencí
- Fixace (fixatio) – totéž co pro kapalné látky je koagulace, je pro plynné fixace, prchavé se stává stálým a odolává ohni
- Rozpouštení (solutio) – rozpuštění látek ve sloučenině, pevné se roztéká
- Vaření též digesce (coctio) – zahřívání látek na různé teploty, dochází ke změně skupenství a oddělování
- Destilace (destilatio) – očišťování látky od nežádoucích příměsí odpařováním a kondenzací
- Sublimace (sublimatio) – tělo se stává oduševnělé, duch se ztělesňuje, hmotě se vrací původní čistota
- Separace (separatio) – oddělování a filtrace
- Cerace (ceratio) – látka měkne a získává vlastnosti vosku
- Kvašení (fermentatio) – získaná materie se stává tělem, k němuž se přivtěluje se duše.
- Zmnožení (multiplicatio) – zvětšení schopností Kamene
- Projekce (proiectio) – aplikace získaného činidla na obecné kovy a jejich proměna ve stříbro nebo zlato

Elixír života (lat. panacea) – V rámci alchymistického procesu proměny obecných kovů ve zlato se též označuje Pitné zlato (lat. aurum potabile). Na jedné straně má být lékem na choroby (např. smrtelnou rakovinu) a tím zajistit prodloužení života. Na druhé straně se řeší problém obecného prodloužení života, nezávisle na nemocech. Inspirace se získává v samoobnovujícím se životě (svlékání staré kuže u hadů, regenerace, omládnutí) a z představy stabilní substance, kterou je možné transmutovat nestabilní životní formy.
V čínské tradici odpovídá panacea dosažení diamantového těla, v indické jí odpovídá[zdroj?] ájurvéda.
Medicína v alchymistickém (esoterním) kontextu je vždy svázaní s představou celistvosti. Často se dává mikrokosmos člověka do souvislosti s makrokosmem. Pro Hildegardu z Bingenu byl život rozmluvou o spáse, Paracelsus (1493–1541) navazuje na lidové léčitelství, které bývá prosyceno magií. U Paracelsa je ústředním znakem souvztažnosti lidského organismu a kosmu pojem astrum. Do souvislostí s principy alchymie bývá řazen Samuel Hahnemann (1755–1843), zakladatel homeopatie.
Materia prima – pralátka, z níž může změnou formy vzniknout nekonečná řada těl. Je nazývána semenem, chaosem, univerzální substancí. Není jí snadné v přírodě nalézt, ačkoliv je obsažena ve všech substancích. Je jakýmsi chemickým invariantem, při jehož prozkoumávání bylo shromážděno mnoho chemicko-technologických poznatků. Materia prima je výchozí látkou Velkého díla, jehož vyjádření spočívá v tezi, že vše je v jednom. Protože alchymista není zásluhou své nedokonalosti schopen pracovat s materii prima, volí jiné výchozí látky.
Z pralátky pramení protiklady dvojnosti nahoře/dole, mužské/ženské, sulfur/merkur. Cílem alchymistického procesu je protiklady opět sjednotit (coniunctio oppositorum). Výsledkem má být hermafrodit (androgyn, filosofický rebis, compositum de compositiis).
Tria principia – tři pilíře (arkány), z nichž je tvořen celek světa.
- Sal (sůl, tělo) – princip přirozenosti
- Sulfur (síra, duše) – fixní princip
- Merkur (rtuť, Duch) – prchavý princip

Dělení vychází ze staré hermeticko-gnostické tradice. Ve spojení s alchymií došlo k novým interpretacím ve světle přírodních poznatků, zejména k přehodnocení tělesnosti. Sal jako tělesnost je zprostředkovatel spojení mezi Sulfurem (duší) a Merkurem (Duchem). Duše je fixována na tělesnost a Merkur (analogicky k Hermovi jako zprostředkovateli spojení mezi Olympem a podsvětím) je aktivním principem protikladů duše a těla.
Tento koncept přijímá Jakob Böhme a později z nich čerpá německá naturfilosofie (Friedrich Schelling a G.W.F. Hegel).
Kvintesence – je aktivní princip každého těla. Je možné jej extrahovat z látek destilací. Spiritus (duch) vini (vinný líh) nazývaný též hořlavá voda reprezentuje spojení dvou protikladných živlů. Odpařování a zkapalnění vinného lihu považují alchymisté za experimentální důkaz přeměny živlových podstat.
Spiritus mundi – světový duch, nazývaný též vyživující mléko, umí rozpouštět zlato a je obsažen v rose.
Alkahest – univerzální rozpouštědlo, které umí rozpustit veškeré látky (bohužel i nádobu, v níž se má uchovávat). Je důležitou složkou při procesu Velkého Díla. Za rozpouštědla se považují potaš nebo lučavka královská.
Johann Rudolf Glauber (1604–1668) alkahest interpretoval jako alkali est, pracoval na univerzálním rozpouštědle a jako vedlejší produkt svého spagyrického snažení získal síran sodný.
Homunkulus – Představuje koncept umění stvořit živou bytost a život obecně. Bývá uváděn v souvislosti s Golemem, jehož podle legend stvořil pražský rabín Jehuda Löw ben Bezalel (1520?–1609). Častěji se homunkulus objevuje v retortě jako antropomorfní substance (človíček) při alchymistickém procesu.

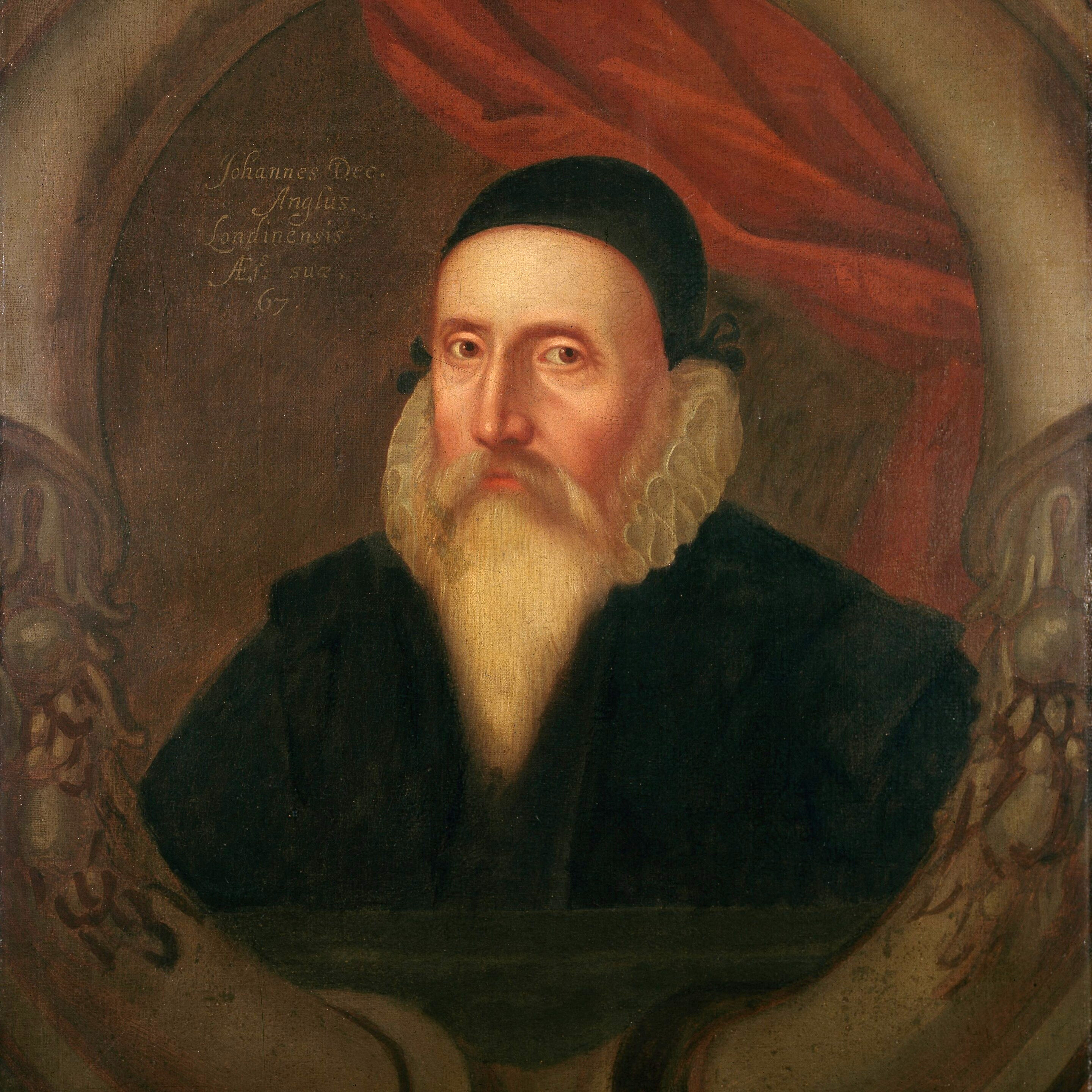
John Dee (1527–1608)

Monáda – vše vzniká z jedné příčiny. O zachycení monády za použití astrologické a živlové symboliky se pokusil John Dee (1527–1608)
Astrologie – Z poselství Herma Trismegista egyptskému Amonovi vyplývá, že člověk je malým světem, který projde při zrození shlukem paprsků sedmi planet, které mají nějaké postavení ve zvěrokruhu. Člověk je mikrokosmos nebo člověk je obrazem makrokosmu. Z astrologie především čerpá alchymická ikonografie, kde planetám odpovídají kovy.
Kabala – Spojovací článek mezi duchovním a materiálním světem. Disponuje uměním interpretovat číselné hodnoty (gematrie). Kabalistický strom života (10 sefirot, božských emanací) zařadila alchymie do svého symbolického řádu jako analogii chemických procesů. Ilustruje to alchymii jako jistý druh synkretismu a ukazuje její otevřenost k množství systémů a epistémů, zároveň podtrhuje různorodost (nejednotnost) jejích proudů a směrů. Alchymistická kabala měla později vliv na rosekruciánství, theosofii.
Heinrich Cornelius Agrippa z Nettesheimu (1486–1535) ve svém díle o kabbale uvádí řady stupnic, kterými disponuje okultní filosofie. Stupnice, čísla a řady dává do souvislosti s planetami, hudební harmonií nebo geometrií lidského těla. Stal se tak autoritou pro řadu hermetiků a ovlivnil tak alchymistické postupy.

### Klíčová role ohně
Oheň má pro alchymisty božskou moc. Je schopen zničit organické látky, čímž má moc nad životem a smrtí, má schopnost tavit kovy a tím je očišťovat. Je nepřímým důkazem pomíjivosti těla. Interpretace jeho povahy se pohybuje od abstraktního oživujícího principu až po chemické činidlo. Podle Fulcanelliho je jeho podíl neprávem vědou na chemických procesech ignorován.

### Novodobá koncepce alchymie
Zprvu nedocházelo k vnímání dvou stránek alchymie, praktické (exoterní) a kontemplativní (esoterní). Takto kategorizovaný pohled byl možný až v pokračující alchymii 19. a 20. století, do té doby mezi kontemplativní a praktickou stránkou nikdo vědomě nerozlišoval. Za exoterní proud bývají považovány praktické činnosti např. spagyrie – výroba látek, léků (Paracelsus), chemická technologie. Podle Fulcanelliho je naopak pravá alchymie esoterickou, kontemplativní vědou. Novodobí alchymisté (např. Frater Albertus) se přesto nevyhýbají chemickému experimentování a výroba Kamene Mudrců je stále živým tématem.

## Spor mezi vědou a alchymií
Nedorozumění plyne z konfrontace s moderní vědou, která podrobuje svým kritériím i zkoumání alchymie. Vědecky sporná je měřitelnost a opakovatelnost alchymistických experimentů. Alchymie dává přednost před fakty filosofickým východiskům a chce být vědou příčin. Skepticky se dívá na utilitární přístup k přírodě, s nímž kalkuluje věda. Nelze ji redukovat na materiální způsob poznávání, neboť nelze odmyslet její spirituální zaměření. Alchymistická práce mnohdy usiluje o zrušení oddělenosti subjektu od objektu, čímž bývá dávána do souvislostí s magickým myšlením. Hermetické poznatky o vzniku a zániku zakládají odlišný koncept tzv. neživé přírody (rudy opět dorostou). Z jejího hermetického okruhu pochází myšlenka, že universum musí být zákonité. Hermetickými prvky jsou zatíženy i některé vývody přírodních věd. Jako o hermetických můžeme mluvit v jistém smyslu o modelech vědeckých zákonů. Zákon o zachování hmoty byl odvozen z přírodní filosofie. Tyto úhly pohledu komplikují striktní rozlišení mezi vědou a hermetismem.

### Nejasná řeč

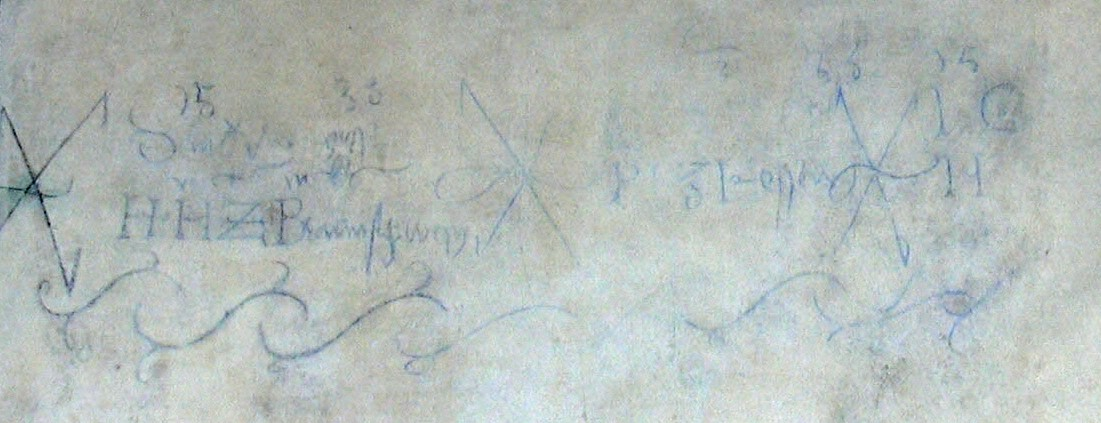
Alchymistické nápisy na hradě Budyni

Přestože řada alchymistů pracovala spíše jako technologové (metalurgové), získává alchymie odstín tajné vědy. Zčásti je to pocitem výlučnosti, zčásti jistou zapovězeností, zčásti přesvědčením, že adepti pronikají do tajemství vesmíru, zčásti z psychologických důvodů. Alchymista vstupoval do dění takovou měrou, že jeho výpovědi se nutně musely stávat subjektivními a v jistém smyslu šlo o iniciaci. Zároveň neexistovala jasná metodologie a neutrální úhel pohledu, a pokud ano, tak je tvořily tradiční autority. Spisy jsou povahou hermetické vědy vtaženy do interpretačního rámce. Lze hovořit o specifickém alchymistickém jazyku, který má podobu šifry. Záměrem je přimět adepta projít všechny kontexty starého symbolismu vědění, aby mohl porozumět určitému slovu, nebo pasáži. Těmito kontexty bylo i probuzení adeptovy nevědomé (temné) části duše.

## Psychologická interpretace alchymie
C.G.Jung vyslovil názor, že alchymii lze chápat jako projekční techniku nevědomých psychických procesů. Přirozenost lidské duše směřuje k celistvosti a alchymie nese všechny znaky individuace. Tendence lidské psýchy najít cíl v Bytostném Já, které zahrnuje vědomí i nevědomí, má alchymistickou analogii ve snaze o sjednocení protikladů. Jung interpretoval alchymistické obrazové série ve světle své terapeutické metody nazvané aktivní imaginace. Práce, která se odehrává v alchymistově tyglíku je vizí, imaginací a produkuje obrazy mezi spánkem a bděním. Jejím důsledkem je proměna (transmutace) samotného adepta integrací nevědomých archetypů vystupujících jako symboly s vědomým já.
Důležité na pochopení vztahu alchymie a hlubinné psychologie je vnímání chemického experimentu jako cesty plné překážek. Na této cestě se dají udělat chyby, které nezůstanou bez následku na adeptovu duši. Podobně v procesu individuace hrozí pohlcení nevědomím nebo naopak přílišná inflace vědomí. Zacházení s pravdou jako s mystériem je psychicky příznačné pro alchymistické vnímání jevů, metody práce a způsoby poznávání skutečnosti.

## Paralely mimo kontext evropské kultury

### Arabská alchymie

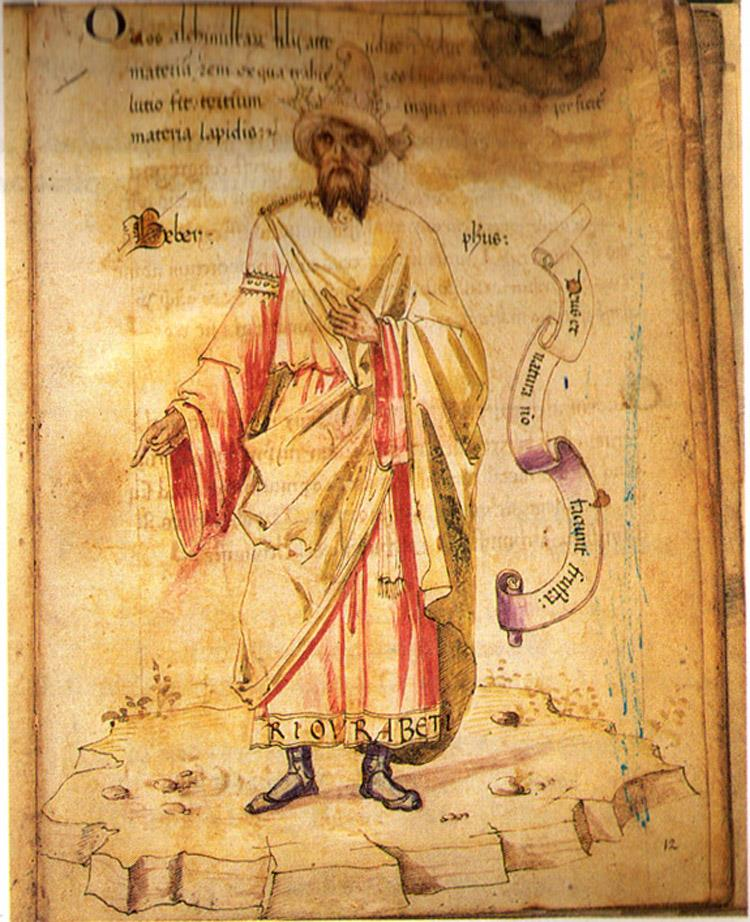
Abú Abdalláh Džabír Ibn Hajján al-Súfí zvaný Geber (730–804)

Arabská alchymie byla určena především íránským vlivem. Tam se také v prvních staletích našeho letopočtu uchovaly vedle řecké a křesťanské nestoriánské tradice také tradice zarathuštrovské a manichejské. Kombinace těchto vlivů učinila z arabské alchymie širokou esoterickou iniciační gnózi. Pro celý evropský středověk se stala hlavním inspiračním zdrojem zásluhou tzv. džabírovského korpusu (Abú Abdalláh Džabír Ibn Hajján al-Súfí (730–804), latinsky zvaný Geber).
Arabská alchymie fixuje novoplatónskou koncepci čísel jako idejí. Klíčové je esoterické pravidlo rovnováhy, které říká, že s každou genezí (zrodem) koresponduje exegeze (výklad). To má dalekosáhlý důsledek pro poznávání smyslu jako transmutace světa. Exegetická alchymistická operace se snažila opakovat genezi matérie vysvětlením jejího smyslu a především druhým zrozením, to ovšem nelze provést bez náležitého obratu duše k sobě samé. Běžná metalurgická procedura zušlechtění kovu, který je ve svém přirozeném stavu je nečistý, byla chápána jako znovuzrození. Kámen mudrců je z tohoto hlediska dokonalým poznáním Přírody, lze jej najít v principech kovů, které může učinit dokonalejší, a proto je univerzálním lékem. Praktická stránka bádání přivedla na svět lučavku královskou, sírany a soli. Muhammad ibn Zakarijá al-Ghází (latinsky zvaný Rhazes) definoval ve svých dílech alchymii jako pozemskou astronomii.

### Indická alchymie
Mircea Eliade poukázal na spojení mezi tantrickou hathajógou a alchymií. Psychosomatické působení jogínovy meditace mělo mít stejné důsledky jako alchymistova práce se substancemi. Transmutace smrtelného těla mělo být dosaženo vysvobozením ze zákona času za pomoci meditace, což je v konečném důsledku cestou k očištění od nečistých látek a proměna ve zlato čili nesmrtelnost. Prastaré rituály indické alchymie také pracovaly s různými metodami léčení a omlazování pomocí bylin a nerostných látek. Podstatná je praxe zkušenosti iniciační smrti a vzkříšení. Ajurvéda pracovala s omlazováním starců rituálem návratu do dělohy (regressus ad uterum).
Indický název pro alchymii je rásájana. Kořen slova je ve slově rasa (vášeň, šťáva, též rtuť) jána (cesta), přesně v tom smyslu, v jakém náš jazyk hovoří o něčem (někom), že má šťávu, životní energii, že někdo je rtuťovitý. Podstatné je, že rasa není uchopitelná rozumovou činností. Existuje souvislost mezi hmotou a psychosomatickou povahou člověka, a proto je možné provádět s tělesnou schránkou jogína chemické úkony. Úsilím háthajogína je přeměnit vlastní tělo do těla nepodléhajícího zkáze (božské tělo, divjadéha).

### Čínská alchymie
V čínské prehistorii existovala bratrstva kovářů, kteří považovali tavení v peci za rituál, který zajišťoval nesmrtelnost. Jejich činnost navazovala na magické tradice šamanů. Byli účastni zakládání sídel a hospodářství symbolickým oráním a klučením (otevření ohněm) a pletím (otevření vodou). Velkou roli hrála královská archaická tradice posvátných kovových trojnožek. Kovářská bratrstva měla hluboký vliv na taoistické koncepce alchymie.
Obětování peci se chápalo jako cesta k vyvolání přítomnosti transcendentních jsoucen. V této souvislosti čínská alchymistická tradice věřila na prodloužení lidského života přeměnou prášku rumělky ve žluté zlato. Přechod od bílé k červené a pak ke žluté je významnou paralelou k evropské alchymii.
Taoistická alchymie se orientovala směrem k mysticismu a staré texty byly interpretovány jako alegorie. V knize Tajemství zlatého květu (uvedené do evropského prostředí překladem R. Wilhelma a komentářem C. G. Junga) je dosaženo nesmrtelnosti proměnou do diamantového těla, adept se zaměřuje na srdce (pozemské a nebeské) a zahání stáří a smrt.